# Acqua Fragile
Acqua Fragile est un groupe italien de rock progressif, originaire de la région de Parme.

## Histoire

### Origines
Le groupe s'appelait initialement Gli Immortali et se composait de Bernardo Lanzetti (chant), Gino Campanini (guitare) et Piero Canavera (batterie), auxquels se joignent plus tard le claviériste Maurizio Mori et le bassiste Franz Dondi. Dondi venait d'un autre groupe local, I Moschettieri, qui avait enregistré un 45 tours en 1967 (Il tempo dell'amore) et avait joué en tant que backing band lors d'un concert des Rolling Stones en Italie.

### Parcours musical
Immortali commence à se produire en concert et, au début des années 1970, est remarqué par les membres de Premiata Forneria Marconi (PFM), l'un des principaux groupes de la scène rock progressive italienne. Le manager de PFM, Franco Mamone, décide de suivre le groupe de Lanzetti, qui a entre-temps changé de nom pour devenir Acqua Fragile en 1971. Mamone réussit à faire jouer le quintette en soutien à de nombreux représentants du rock progressif, tels que Soft Machine, Uriah Heep, et Gentle Giant.
Le premier album d'Acqua Fragile, éponyme, sorti en 1973, est inspirée par le rock progressif britannique (en particulier Genesis et Gentle Giant, groupes auxquels Acqua Fragile est souvent comparé) et chantée en anglais, ce qui était plutôt inhabituel pour la scène discographique italienne de l'époque,. L'album n'est distribué qu'en Italie, et ne rencontre pas le succès escompté. L'album suivant, Mass Media Stars (1974),, est également destiné au marché américain, qui avait déjà accueilli PFM avec enthousiasme. À la fin de l'année, le groupe accueille un nouveau membre pendant un an, le claviériste Joe Vescovi, du quatuor The Trip, mais peu après, c'est le chanteur Lanzetti qui quitte le groupe pour rejoindre PFM (avec qui il fera Chocolate Kings). Lanzetti est remplacé pendant un certain temps par Roby Facini (anciennement dans Top 4 et plus tard dans Dik Dik avec Vescovi, et définitivement dans le groupe de Riccardo Fogli), mais le quatuor ne produit plus rien et se dissout finalement en 1975.
Pendant quelques décennies, les membres du groupe suivent des voies différentes. Lanzetti, après avoir rejoint PFM, se lance dans une carrière solo, s'éloignant du rock progressif ; il collaborera plus tard avec Mangala Vallis (un ensemble originaire de Reggio d'Émilie dirigé par Gigi Cavalli Cocchi) sur leur premier album The Book of Dreams (2003), avant de rejoindre définitivement le noyau à partir de Lycanthrope (2005). Dondi et Canavera joueront quelque temps dans Rocky's Filj, puis dans Shout! un groupe hommage aux Beatles qui sortira deux albums dans les années 1990. Dondi fondera plus tard en 2004, l'Acqua Fragile Project, qui interprétera des chansons du répertoire d'Acqua Fragile.

### Retour
Après un passage au concert VOX 40 en 2013, Lanzetti, Dondi et Canavera décident de produire un nouvel album,. Le 13 octobre 2017, le label britannique Cherry Red sort A New Chant contenant huit titres originaux, sept en anglais et un en italien,. En novembre 2018, les trois artistes annoncent leur retour sur scène en intégrant Rosella Volta (chant) et Michelangelo Ferilli (guitares), anciens membres de l'Acqua Fragile Project, dans le line-up.

## Membres

### Membre originaux
- Bernardo Lanzetti - chant, guitare (1966-1975)
- Gino Campanini - guitare, chœurs, mandoline (1966-1975)
- Maurizio Mori - claviers, chœurs (1966-1974)
- Franz Dondi - guitare basse (1966-1975)
- Piero Canavera - batterie, chœurs, percussions, guitare (1966-1975)

### Autres membres
- Joe Vescovi - claviers (1964-1975)
- Roby Facini - chant, guitare (1975)

### Membres de 2018
- Bernardo Lanzetti - voix
- Piero Canavera - batterie
- Franz Dondi - guitare basse
- Rossella Volta - voix
- Michelangelo Ferilli - guitares
- Stefano Pantaleoni - claviers

## Discographie

### Albums studio
- 1973 : Acqua Fragile
- 1974 : Mass Media Stars
- 1975 : Live in Emilia (album live)
- 2017 : A New Chant

### Single
- 1974 : Bar Gazing/Opening Act